# تورون أتراس جارين
تورون أتراس جارين (Torunn Atteraas Garin) (1947/1948 - 2 مايو 2002) كان مهندسًا كيميائياً نرويجياً عمل في مشاريع غذائية بارزة. عملت على التحلية الاصطناعية الأسبارتام وكانت المتحدثة الوطنية باسم المنتج. كما طورت أيضاً عمليات غير سامة لإنتاج ألوان الطعام وإزالة الكافيين من القهوة. تخرجت من كلية تاندون للهندسة في جامعة نيويورك في عام 1977.